# Гьон Марку, Ндуэ
Ндуэ Гьон Марку (алб. Ndue Gjon Marku; 29 сентября 1914, Орош, Мирдита, Албания — 4 января 2011, Куинс, Нью-Йорк, США), он же Капидан Ндуэ Маркагьони алб. Kapidan Ndue Markagjoni — албанский политик, националист и антикоммунист. Один из основателей Независимого национального блока и Горного комитета, организатор вооружённого сопротивления коммунистическим силам в Мирдите. В эмиграции активист Национального комитета «Свободная Албания».

## Происхождение и образование
Родился в знатном семействе албанских католиков Маркагьони. Клан Маркагьони принадлежал к родовой элите Мирдиты, его представители носили традиционный титул Kapidani. С детства Ндуэ вращался в кругу политиков, интеллектуалов, военных, католических священнослужителей.
В 1934 Ндуэ Гьон Марку окончил иезуитский колледж в Шкодере. С 1937 по 1943 завершил образованием в венском Терезиануме и на факультете политических наук Флорентийского университета. Был убеждённым албанским националистом и в то же время выступал за модернизацию страны по западной модели. Отличался также непримиримым антикоммунизмом.

## Политическая деятельность

### Сопротивление на севере
В 1943 Ндуэ Гьон Марку вернулся в Албанию. К этому времени реально вырисовалась перспектива прихода к власти Коммунистической партии (КПА; с 1948 — Албанская партия труда, АПТ) во главе с Энвером Ходжей. Клан Маркагьони организовал в Мирдите систему военно-политического сопротивления КПА и Национально-освободительной армии (НОАА).
Весной 1944 Ндуэ Гьон Марку, его отец (Гьон Маркагьони-старший был видным деятелем Албанской фашистской партии) и братья создали националистическую организацию Независимый национальный блок (ННБ). Программа основывалась на национализме и антикоммунизме, не акцентируя спорных тезисов — поэтому ННБ мог сотрудничать и с республиканцами Балли Комбетар, и с роялистами Легалитети. Была создана также Лига Шкодера для городской самоорганизации. Сформированные из добровольцев в отряды антикоммунистической самообороны севера Албании, прежде всего Мирдиты, активно участвовали в боях с НОАА.
Однако наступление коммунистов продолжало неостановимо развиваться. Формирования, созданные Маркагьони в союзе с баллистами и роялистами вынуждены были отступать. В ноябре 1944 НОАА взяли Тирану и Шкодер, установили в целом контроль над Мирдитой и всей территорией Албании. Глава семейного клана Гьон Маркагьони принял решение вместе с сыном Ндуэ покинуть страну. Другие члены семьи — в том числе сыновья Марк и Леш — уходили в подполье. В 1945—1946 Маркагьони и их сторонники поддерживали Кельмендское восстание, Восстание Коплику, Пострибское восстание.

### Эмиграция в Италию. Антикоммунистический центр
Через Сараево, Загреб, Вену, Линц и Инсбрук отец и сын Маркагьони перебрались в Италию и первоначально обосновались в Мерано. Там Ндуэ Гьон Марку установил связь с Джафером Девой (он не во всём сходился с пронацистским коллаборационистом, но ценил энергию и организаторские способности Девы). Продолжал консолидировать ННБ, сохраняя конспиративные связи в Албании. Участвовал в планировании и заброске в Албанию боевиков-парашютистов.
С помощью родных и единомышленников Ндуэ Гьон Марку сумел создать в Мирдите вооружённое антикоммунистическое подполье, получившее название Komiteti i Maleve — Горный комитет. Оперативное руководство на месте осуществлял брат Ндуэ Марк, а после его гибели — двоюродный дядя Ндуэ Пьетер Гьомаркай. Эта организация вела антикоммунистическую пропаганду, совершала нападения и теракты.
1 июля 1949 было проведено тайное совещание руководителей и принято решение об убийствах ряда функционеров администрации НРА и актива КПА. При этом учитывались инструкции, полученные от Ндуэ Гьона Марку.
7 августа 1949 подпольщики застрелили местного секретаря АПТ Бардока Бибу. Албанские коммунисты по сей день характеризуют членов семьи Маркагьони как «самых диких зверей Мирдиты».
Руководство карательными мерами в Мирдите принял на себя Мехмет Шеху. Он сформулировал разнарядку на 31 смертный приговор, 84 тюремных заключения, 17 заключений в концентрационный лагерь, депортацию 9 семей. Соответствующее распоряжение было дано директору Сигурими Бекиру Ндоу. Окончательное решение принимал лично Энвер Ходжа. В итоге были арестованы 300 человек, из которых 14 казнены. Ни один из казнённых не имел прямого отношения к убийству.

### Переезд в США. Национальный комитет
Укрепление режима Энвера Ходжи побудило Ндуэ Гьона Марку (как и Джафера Деву) изменить стратегию и тактику борьбы в Албании. Ставка была сделана на длительную политическую борьбу. Гьон Марку присоединился к Национальному комитету «Свободная Албания» во главе с Мидхатом Фрашери.
В 1966 Ндуэ Гьон Марку с новой семьёй перебрался в США и поселился в нью-йоркском Куинсе. Вёл активную организационную и пропагандистскую работу, много публиковался в эмигрантской прессе. Пользовался высоким авторитетом в албанской политэмиграции.

## После падения режима
В 1990—1991 коммунистический режим пал под ударами массовых протестов. Ндуэ Гьон Марку расценил это и как свою победу.
В 1994 он посетил Албанию. Встретился с членами семьи и единомышленниками. В своих выступлениях последних десятилетий Гьон Марку подчёркивал значение Мирдиты как очага традиционных албанских ценностей.
Скончался Ндуэ Гьон Марку 4 января 2011 года, в возрасте 96 лет.
Ндуэ Гьон Марку был дважды женат. Второй брак заключил в Риме в 1957, имел трёх дочерей и сына.